# Pensiero debole
Il pensiero debole è un concetto introdotto in filosofia dai filosofi italiani Gianni Vattimo e Pier Aldo Rovatti, fra i massimi esponenti del postmodernismo europeo, per descrivere un importante mutamento etico nel modo di concepire la filosofia, avvenuto a partire dalla metà del XX secolo. Questo mutamento, introdotto secondo Vattimo e Rovatti dall'opera di pensatori come Friedrich Nietzsche e Martin Heidegger, è caratterizzato dal cadere di numerosi presupposti fondanti della filosofia classica e della tradizione filosofica occidentale. Mentre Vattimo si iscrive chiaramente nella tradizione dell'ermeneutica moderna, occupandosi dell'indebolimento del concetto di Essere, Rovatti è piuttosto fedele al pensiero fenomenologico tramandatogli dal suo maestro Enzo Paci e si dedica all'indebolimento delle certezze soggettive.
L'espressione «pensiero debole» viene coniata nel più ampio contesto generale del relativismo e si contrappone al poco usato termine di «pensiero forte», quest'ultimo più vicino alla concezione di assoluto e di tradizionalismo.

## Motivazioni del pensiero debole
Il pensiero debole si presenta come una forma particolare di nichilismo, partendo dall'assunto che, con le filosofie di Nietzsche e in particolare di Heidegger, si sia attuata una crisi irreversibile delle basi cartesiane e razionalistiche del modo di filosofare, stravolgendo quindi il pensiero, così come si era sviluppato durante l'età moderna.
In altri termini, l'era moderna occidentale si sviluppò attraverso la tradizione del pensiero greco e della Weltanschauung (la visione del mondo), specialmente di stampo giudaico-cristiano (razionalismo, empirismo, kantismo, idealismo, positivismo, marxismo, storicismo, conservatorismo, tradizionalismo, nonché le loro ultime filiazioni moderne, come il pragmatismo, il positivismo logico, la filosofia analitica, il razionalismo critico, lo strutturalismo), e tutte caratterizzate, a seconda di pensatori e correnti, dai seguenti punti:
- presenza di un ruolo forte del soggetto, sia sul piano dell'etica, sia sul piano della conoscenza;
- binomio essere-verità, intendendo l'essere come fondamento forte di tutto ciò che è e la verità come sua manifestazione ed autoevidenza;
- ottimismo di fondo circa la governabilità, la prevedibilità, la logicità e la teleologia (fine ultimo) della storia, destinata a incanalarsi lungo tendenze e stadi ben definiti e trasparenti all'occhio del filosofo e dello storico, fino al compimento ultimo della sua finalità intrinseca;
- distinzione (tipica dello storicismo), in ambito scientifico, fra la spiegazione razionale (in tedesco, Erklärung) basata sul riscontro empirico del fenomeno (propria delle scienze naturali) e l'interpretazione (Verstehen) basata sull'idem sentire, sulla congenialità, sulla "simpatia" (tedesco mitfühlen, greco sym-patheia), sul coinvolgimento comunicativo, sull'interesse rispetto all'oggetto di cui si occupa (propria delle cosiddette scienze dello spirito come la filologia).

Un primo caposaldo del pensiero debole è fornito dall'interpretazione vattimiana del concetto nietzscheano di Übermensch, citato nell'opera fondamentale Così parlò Zarathustra (Also sprach Zarathustra), per tradizione inteso come Superuomo, ovvero un uomo superiore che si liberò dall'asservimento alle etiche tradizionali del perfezionamento e dell'obbedienza a un qualsiasi Dio, considerate da Nietzsche un "equivoco".

Vattimo, con sottile operazione filologica, ridefinisce l'Übermensch come "Oltreuomo": si concepisce un soggetto diverso, non più sobbarcato al peso della responsabilità, potenzialmente colpevolizzato da etiche intolleranti, totalizzanti o totalitarie. Con Nietzsche si è andati oltre la definizione tradizionale di uomo e di umano, e il soggetto si è indebolito sul piano dell'ontologia e dell'etica.
L'Übermensch non è più il soggetto forte del cristianesimo, estraniandosi dunque dal concetto di uomo dotato di libero arbitrio, sempre capace di scegliere, sempre potenzialmente colpevole e sempre punibile come peccatore. L'Oltreuomo assume, accetta e fa proprio, col suo amor fati, il destino e la destinazione (Geschick) di tutto ciò che accade nella natura e nella storia, e in generale nella sua esistenza.
Di qui il concetto di deriva destinale dell'essere, concepito non più come base solida, fondata e fondante, come il monolite autoevidente di Parmenide; l'essere, per Vattimo, appare esso stesso indebolito e poroso, sempre reinterpretabile e sempre diversamente reinterpretato. La necessità assoluta dell'universo di Nietzsche, soggetto all'eterno ritorno, viene indebolita con Vattimo, mediante l'intersezione con il pensiero filosofico dell'ultimo Martin Heidegger. 
In Essere e tempo (Sein und Zeit), Heidegger infatti:
- definisce l'esistenza umana, cioè l'esserci (Da-sein) come una progettualità determinata da qualcosa che le è esterno, cioè dalle circostanze esteriori dal suo essere e dal suo esistere ("L'esserci è il progetto gettato in cui a progettare non è l'esserci ma l'essere stesso");
- caratterizza l'essere come connotato di una sostanziale deriva imprevedibile, un'erranza che connota l'essere stesso come una causalità negativa.

Secondo Heidegger le ideologie dei grandi progetti storici quali marxismo o cristianesimo sono fondamentalmente inautentiche, in quanto eludono il problema dell'annullamento finale dell'esserci come deriva ed erramento propri della condizione dell'essere. La deriva destinale di Vattimo nasce in fondo a un ripensamento incrociato della necessità dell'universo di Nietzsche e dell'erranza proprie dell'ultimo Heidegger.
Strettamente collegato all'indebolimento del soggetto (de-responsabilizzato e de-colpevolizzato, in una tollerante accettazione della deriva destinale dell'esistenza) e all'indebolimento dell'essere (considerato come poroso, contraddittorio, policentrico, fondamentalmente privo di univocità, abbandonato al suo corso, al suo destino e alla sua destinazione), è l'indebolimento della teoria della conoscenza.
Già Nietzsche, nelle Considerazioni inattuali (in particolare in Sull'utilità e il danno della storia per la vita e in Verità e menzogna in senso ultramorale) aveva annullato la spiegazione razionale (l'erklären, il conoscere chiaro e distinto delle scienze naturali) e ridotto il conoscere all'interpretazione. Lo stesso Heidegger identifica la conoscenza con un processo interpretativo circolare virtuoso, proprio dell'ermeneutica. Conoscere diviene pertanto una paziente e reinterpretabile lettura del tramandarsi del percorso dell'essere fino a noi (quindi, di ciò che l'essere in deriva destinale ci consegna – una tra-ditio, una paràdosi una Überlieferung), lungo un cammino segnato dalla complessità e dall'intreccio di eventi che si originano da una molteplicità di centri e si intersecano secondo principi di causalità che non sono mai unidirezionali, e appaiono di conseguenza circolari e imprevedibili. 
Pertanto si comprende in che modo, storicamente, il pensiero debole si ponga come confutazione degli ottimismi storici eurocentrici, (vedi illuminismo, positivismo, marxismo), attraverso i loro risvolti di intolleranza. L'assunzione della prospettiva secondo cui l'essere è indebolito, poroso e plurivoco, porta ad ammettere che ognuno dei punti di vista esistenti (i punti di vista degli individui come quelli delle diverse civiltà) è legittimato internamente, in quanto voce di un determinato percorso storico e/o esistenziale. In altre parole, «Caduta l'idea di una razionalità centrale della storia, il mondo della comunicazione generalizzata esplode come una molteplicità di razionalità "locali" - minoranze etniche, sessuali, religiose, culturali o estetiche - che prendono la parola, finalmente non più tacitate e represse dall'idea che ci sia una sola forma di umanità vera da realizzare, a scapito di tutte le peculiarità, di tutte le individualità limitate, effimere, contingenti.»
Recentemente Vattimo ha definito il suo pensiero anche in rapporto alla rinascita dei culti religiosi, all'insegna dell'aforisma: "credere di credere". Rifiutando l'aspetto intollerante dell'universalismo delle fedi religiose, così come le loro più radicali pretese sapienziali, le fedi stesse vengono intese come assunzioni regolative dell'esistenza, come indirizzo e destinazione delle scelte di vita dei singoli individui. Vattimo identifica, nell'idea cristiana di incarnazione di Dio nell'uomo, un'avvisaglia dell'idea di porosità, indebolimento e consunzione dell'essere.
In un'intervista rilasciata in occasione del Salerno Pride del 2005, Vattimo dichiarò che la sua omosessualità aveva condizionato molto l'idea della non-normatività delle essenze naturali.

## Posizioni contrarie al pensiero debole
Nell'ambito della filosofia italiana dei giorni nostri, diversi pensatori si oppongono al pensiero debole di Vattimo e Rovatti.
Uno di questi è Carlo Augusto Viano, fautore di una filosofia più vicina al razionalismo critico - fra l'altro, la stessa definizione di "pensiero debole" nasce dalla polemica metodologica fra Vattimo e Viano - che stigmatizza la "ragione debole" propria della postmodernità e della filosofia dell'indebolimento dell'essere e della conoscenza. Come scrive Viano, i 'flebili' (così Viano designa i fautori del pensiero debole) si sono esilarati all’idea che “i tempi bui della correttezza e del rigore erano finiti. Incomincia l’età della libera asserzione e della vaghezza allusiva”. Nello stile di pensiero dei flebili “l’indeterminazione viene asserita come un tratto reale, che dispensa dalla precisione, e viene venduta come una spiegazione totale”.
Una posizione alternativa in toto, rispetto a Vattimo, è espressa da Emanuele Severino, il quale propugna un ritorno integrale alla ontologia metafisica di Parmenide. 
Un'altra critica radicale al pensiero debole, ispirata da una differente interpretazione di Heidegger, è stata espressa da Mario Perniola nella rivista "Aut-Aut" (n. 201, giugno-luglio 1984).
Quanto ai rapporti fra pensiero debole e cristianesimo, la proposta teorica di Vattimo, di una connessione fra l'incarnazione di Cristo e la porosità e l'indebolimento dell'essere, ha inoltre lasciato piuttosto freddi gli ambienti della teologia tradizionale, che accusa il pensiero debole di creare una sorta di Dio minore.
Il dibattito filosofico sul pensiero debole è ulteriormente complicato dalle implicazioni politiche che si possono estrapolare dall'indebolimento della ragione e della concezione della storia, o meglio, dalla sua volgarizzazione e dal suo uso strumentale.
Un assunto facilmente ricavabile dalla visione che il pensiero debole ha della storia e dell'interpretazione del dato storico, è ad esempio che ogni gruppo (politico, sociale, etnico etc.) può reinterpretare e riscrivere il suo passato in base all'indirizzo e alla destinazione di fondo delle sue scelte d'azione e dei suoi valori. Perciò, all'interno degli stessi movimenti filosofici della postmodernità, il pensiero debole viene criticato per il fatto che talvolta rischia di favorire, direttamente e indirettamente, alcuni dei miti deteriori affacciatisi sulla scena della storia durante l'era moderna, "buttando via il bambino (quanto di positivo l'era moderna ha portato in termini di illuminismo, valori di tolleranza etc.) con l'acqua sporca (degenerazioni e deformazioni totalitarie)".
Secondo Karl Popper, pur essendo sempre ipotetica e congetturale, il genere umano dispone di una conoscenza forte, solida, potente, affidabile, 
perché è oggettiva, può produrre le prove della propria falsità e fornire i mezzi per imparare dai propri errori.